# 森勇 (富山市長)

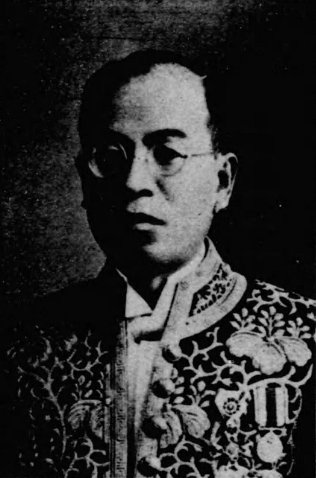
森勇

森 勇（もり いさむ、1876年（明治9年）11月3日 - 1958年（昭和33年）10月）は、日本の検事。富山市長。

## 経歴
岐阜県羽島郡中屋村（現在の各務原市）出身。1900年（明治33年）、明治法律学校（現在の明治大学）を卒業した。1902年（明治35年）、判事検事登用試験に合格し、司法官試補として金沢地方裁判所に勤務した。1905年（明治38年）に検事となり、高松区裁判所検事、大津区裁判所検事、大阪地方裁判所検事、大津地方裁判所検事、広島区裁判所検事、山口地方裁判所検事、呉区裁判所検事、広島地方裁判所検事、広島控訴院検事を歴任した。1928年（昭和3年）に那覇地方裁判所検事正となり、以後、富山地方裁判所検事正、奈良地方裁判所検事正、金沢地方裁判所検事正を務め、1939年（昭和14年）に退官した。
その後、1940年（昭和15年）に富山市長に選ばれた。